# Chlamydotheca arcuata
Chlamydotheca arcuata är en kräftdjursart som först beskrevs av Sars 1901.  Chlamydotheca arcuata ingår i släktet Chlamydotheca och familjen Cyprididae. Inga underarter finns listade i Catalogue of Life.